# PH1b
PH1bとは、ケプラー64を公転している太陽系外惑星である。

## 惑星の発見

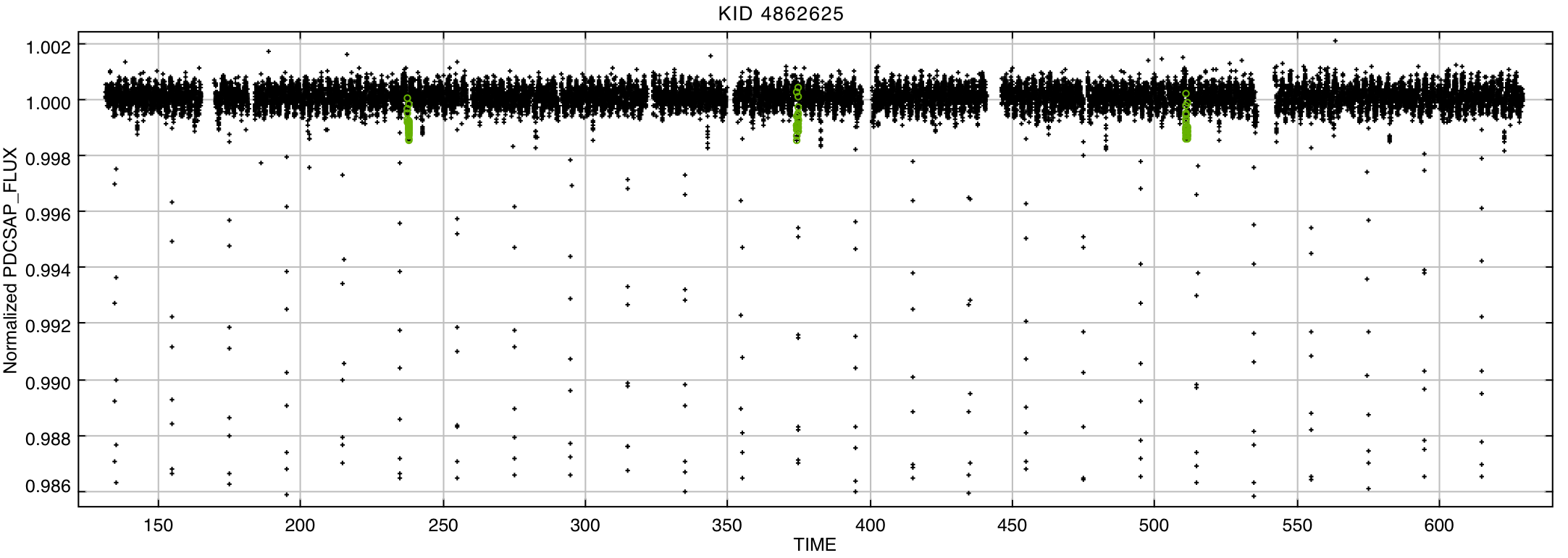
KIC 4862625の光度変化。このグラフの期間中、PH1bによる光度変化は3回あり、公転周期に因む定期的な変化であることがわかる。

惑星ケプラー64b (PH1b) は、エール大学の系外惑星探索プログラム、プラネットハンターズ (Planet Hunters) に参加している、アマチュア天文学者のキーアン・ジェクとロバート・ガリアーノによって、ケプラーの観測データから発見された。
PH1という名称は、プラネットハンターズの頭文字と、このプログラムで最初に発見された惑星であることに因んでいる。発見の発表は2012年10月15日になされた。当初は惑星がPH1とされたが、2013年5月に発表された正式な論文では、主星（恒星Aa+Abの系）がPH1、惑星はPH1bとされた。

## 軌道の性質
PH1bは、AaとAbの重心から9490万km(0.634AU)離れた軌道を138.5日かけて公転している。離心率は0.054で円軌道に近い。これは発見された比較的遠目の軌道を公転する惑星としては珍しい方である。地球から見ると、PH1bはAaの手前は通過するが、Abの手前は通過することが無い。
PH1bとAbが同時にAaの手前を通過した様子はまだ観測された事は無いが、2009年12月29日にPH1bが通過し終わった直後にAbが通過したことはある。

## 物理的性質
| 木星 | PH1b      |
| ---- | --------- |
| 木星 | Exoplanet |

PH1bの直径は、Aaの恒星面通過から、地球の6.18倍、木星の0.551倍であるとわかっている。また、視線速度の変化も測定されており、それによって質量は地球の169倍以下である事がわかっている。しかし、169倍は恒星同士の恒星面通過時刻にも影響を及ぼすほどになってしまうため、恐らく地球質量の20倍から50倍ではないかと考えられている。この推定が正しければ、PH1bの組成は天王星型惑星が最も近い。しかし、Aaからかなり近い軌道であり、Aa自身も太陽より明るい恒星であることから、表面温度はアルベドが海王星とほぼおなじの0.3で340℃(613K)、0.9でも251℃(524K)であると推定される高温のホット・ネプチューンである。なおこの推定には、あまり明るくないAbの影響は含まれていない。
PH1bは天王星型惑星であるために、分厚い大気層に阻まれ表面から空を見ることはできないが、仮に雲の上空から見ると、ひときわ明るいAaが見えるはずである。AbはAaよりはるかに暗く、Aaからの距離も近いため、恐らく見えないと考えられる。BaとBbは極めて遠くにあるため、恐らく背景の星々とあまり変わらない明るさ程度にしか見えないと考えられている。